# Banditaccia-Nekropole

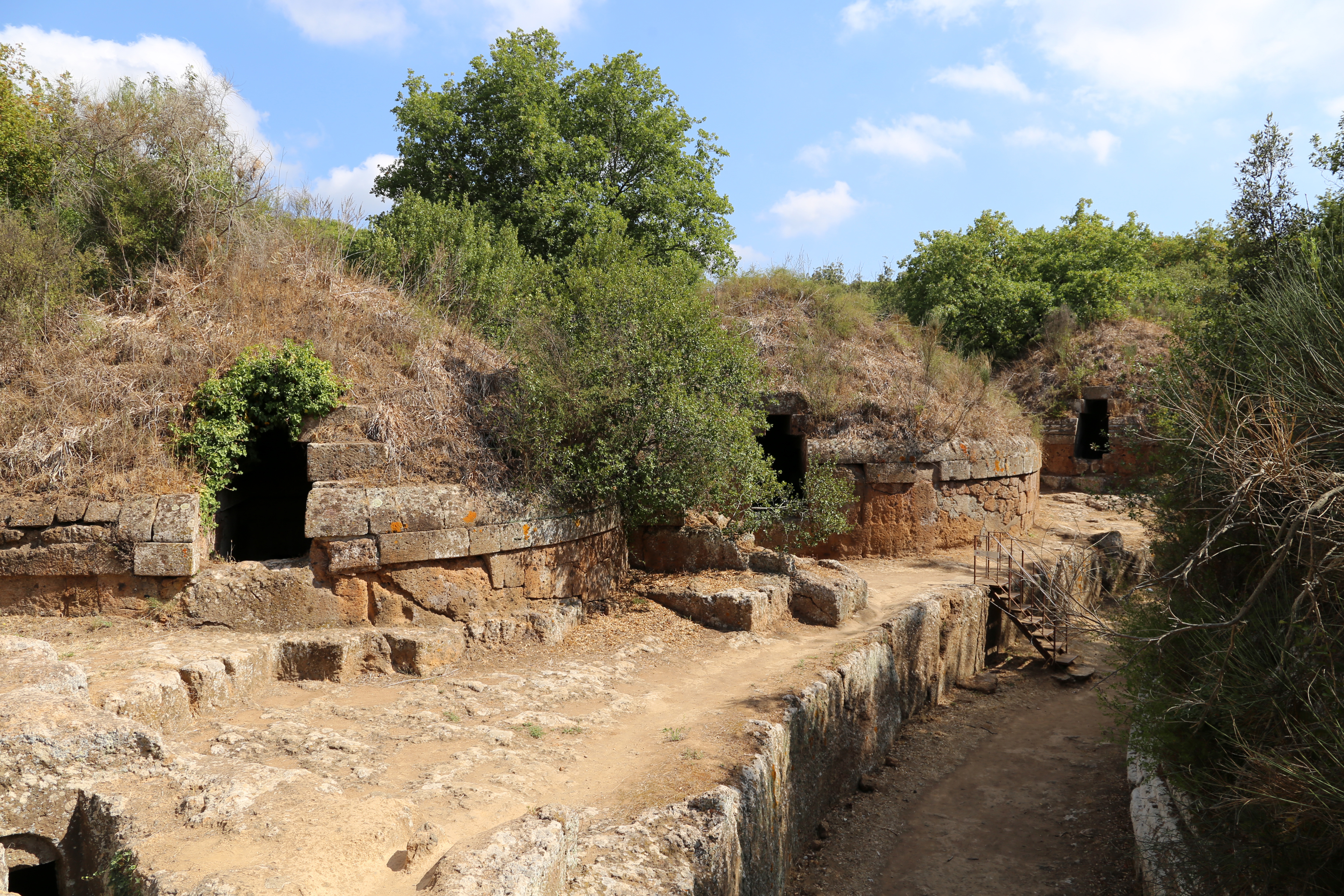
Blick auf einige Grabanlagen

Die Banditaccia-Nekropole befindet sich bei der italienischen Stadt Cerveteri in der Region Latium, dem etruskischen Caere, und ist als archäologischer Park zu besichtigen. Der Friedhof ist heute wie ein Park angelegt mit Pinien und Zypressen. Seit 2004 gehört die Nekropole zum Weltkulturerbe der UNESCO.
Der Friedhof besteht aus Tausenden von teilweise monumentalen Grabanlagen, die wie eine Stadt angeordnet sind und vom neunten bis zum zweiten vorchristlichen Jahrhundert datieren. Es gibt Straßen und Plätze, die einen Stadtplan kopieren. Es handelt sich um eine der größten Nekropolen des Mittelmeerraumes.
Systematische Ausgrabungen fanden seit Beginn des 19. Jahrhunderts statt. Wichtige frühe Ausgräber waren Luigi Canina, Vincenzo Galassi, der englische Reisende George Dennis und der lokale Priester Alessandro Regolini. Weitere Ausgrabungen fanden im 20. Jahrhundert unter der Leitung von Ramiero Mengarelli, Massimo Pallottino, Mario Moretti und anderen statt. Besondere Erwähnung verdienen die Arbeiten von Ramiero Mengarell, der vor allem zwischen 1908 und 1933 tätig war und auch viele Grabanlagen restaurierte.
Der Friedhof liegt auf einem Plateau und ist durch ein Flusstal von der daneben liegenden antiken Stadt Caere getrennt. In der Villanova-Periode gab es hier verstreute Gräberfelder, die in etruskischer Zeit zu einer Nekropole zusammenwuchsen. Die Grabanlagen sind meist in den felsigen Boden gehauen worden und wurden dann von einem Tumulus oder einem rechteckigen Bau gekrönt.
Die größten Tumuli gehören an den Beginn und in die Mitte der Orientalisierenden Periode. Sie können einen Durchmesser von 40 m haben. Sie besitzen in der Regel einen in den Fels gebauenen Sockel. Innerhalb der Tumuli lagen oftmals verschiedene Grabanlagen, die verschiedenen Grabtypen folgen. Die Tumuli sind also über diverse Generationen genutzt worden. Die kleinen Tumuli datieren an das Ende der Orientalisierenden Periode und enthalten in der Regel nur ein Kammergrab. Nach der Mitte des 6. Jahrhunderts v. Chr. wurden würfelförmige Grabanlagen bevorzugt. Sie sind zum Teil in den Fels gehauen, zum Teil aufgemauert. Sie enthielten in der Regel eine oder zwei Kammern.
Bedeutende Grabanlagen
- Grab der gemalten Tiere (Tomba degli Animali dipinti)
- Grab der Kapitelle (Tomba dei Capitelli), Mitte 6. Jahrhundert
- Grab der Schilde und der Stühle (Tomba degli Scudi e delle Sedie), Mitte 6. Jahrhundert
- Grab der gemalten Löwen (Tomba dei Leoni dipinti), um 620
- Grab der Sarkophage (Tomba dei Sarcofagi), Ende 4. Jahrhundert
- Grab des Schiffes (Tomba della Nave), Ende 7. Jahrhundert
- Grab der Reliefs (Tomba dei Rilievi), 4.–2. Jahrhundert
- Grab mit dem Triklinium (Tomba del Triclinio), Ende 4. Jahrhundert
- Grab der Meereswellen (Tomba delle Onde Marine), 4.–3. Jahrhundert
- Grab des Alkovens (Tomba dell’Alcova), 4.–3. Jahrhundert
- Würfelgräber, Zweite Hälfte des 6. Jahrhunderts
- Felsengräber, 4.–3. Jahrhundert